# Unsterbliches Duell
Unsterbliches Duell (Originaltitel: Duelle) ist ein Film von Jacques Rivette aus dem Jahr 1976. Rivette bezeichnete den Film als Teil 2 seiner, nicht vollständig realisierten, Serie Scènes de la vie parallèle (Szenen aus dem parallelen Leben).

## Handlung
Ein phantastischer Film, gedreht in realen Dekors des Paris des Jahres 1975.
Nur vierzig Tage bleiben der Tochter des Mondes, Leni, und der Tochter der Sonne, Viva, für ihren Aufenthalt auf der Erde – vom letzten Neumond des Winters bis zum ersten Vollmond des Frühlings. Nur diejenige, die in den Besitz eines magischen Steines käme, könnte unter den Sterblichen verbleiben, und nichts ersehnen sie mehr. Beide verfügen über allerlei überirdische Kräfte, so kann sich zum Beispiel Viva an zwei Orten gleichzeitig aufhalten, aber beiden sind auch Grenzen gesetzt: Lenis Kräfte versagen im hellen Licht, Vivas in der Dunkelheit.
Auch für die Menschen bedeutet der Besitz des magischen Steines ein Fluch. Zunächst scheint er ihnen übermäßiges Selbstvertrauen zu geben, doch dann versagen ihre Kräfte, als seien sie innerlich ausgebrannt. Auf ihrer Haut hinterlässt der Stein ein Brandmal.
In den vierzig Tagen jenes Winters und Frühjahrs sind nacheinander im Besitz des Steines: Sylvia Stern – sie hatte den Stein von einem gewissen Max Christie übernommen und ist jetzt mit Pierrot befreundet, Elsa oder eigentlich: Jeanne – ein Ticketgirl in einem Dancing, Pierrot – Begleiter von Sylvia Stern, später von Elsa und schließlich Lucie – die Schwester von Pierrot. Sylvia Stern, Elsa und Pierrot werden, als jeweils ihre Lebenskräfte schon am Schwinden sind, von Leni oder Viva getötet. Aus Mitleid, wie Leni sagt.
Nur Lucie findet, in der ersten Vollmondnacht des Frühlings, einen Weg, erst Viva und dann, in einem Park, am „arbre de Noroît“, Leni zu besiegen.
Lautes Vogelzwitschern und das Geräusch einer ersten am Park vorbeifahrenden Metro künden von der Rückkehr in die Realität.

## Varia

### Mythologischer Hintergrund
Jacques Rivette: „Wenn man Duelle verstehen will, ist es notwendig, Claude Gaignebets Le Carnaval und insbesondere Jean Markales La Femme celte zu lesen. Die Texte sind nicht nur spannend, sondern in ihnen ist auch jede Einstellung erklärt.“

### Zitate
An mehreren Stellen des Dialogs zitiert der Film aus Jean Cocteaus Theaterstück Les Chevaliers de la Table ronde (Die Ritter von der Tafelrunde). Lucies abschließende Worte, nachdem sie schon Leni besiegt hat, sind die des Zauberers Merlin: „Deux et deux ne font plus quatre, tous les murs peuvent s’abattre.“ („Zwei mal zwei ist nicht mehr vier, alle Mauern fallen hier.“)
Elsa, die für einige Zeit im Besitz des Steins ist und sich plötzlich Leni überlegen fühlt, zitiert einen Satz Victor Hugos: „Le rêve est l’aquarium de la nuit.“ („Der Traum ist das Aquarium der Nacht.“)

### Die Filmmusik
Die Musik des Films von Jean Wiener – meist solo am Klavier, in manchen Szenen im Dancing ‹La Rumba› auch mit kleiner Combo – wurde ausnahmslos direkt am Set aufgenommen. Häufig sind dabei nicht nur die Schauspieler, sondern auch Wiener selbst im Bild, so dass der Zuschauerin, dem Zuschauer immer bewusst bleibt, nichts anderes als in Szene gesetzte Fiktion zu sehen.

## Kritik
„In der präzise austarierten Inszenierung entfaltet sich das faszinierende Spiel der Fantasie erst, wenn sich der Zuschauer ganz auf die Sogwirkung des Films einläßt.“

## DVD
Erschienen, in einer Box gemeinsam mit Rivettes Film Noroît, in der Reihe Les films de ma vie. (Französische Originalfassung.)